# Бутанская кухня
Бутанская кухня — система питания, в которой основными продуктами питания являются красный рис (похожий на коричневый рис по текстуре, но с ореховым вкусом; единственный сорт риса, который растёт на больших высотах), гречиха, и, всё чаще, кукуруза. В горах к основным продуктам добавляются также курятина, мясо яка, сушёные говядина и свинина, свиной и бараний жир.
Супы и тушёные блюда из мяса, риса, папоротника, чечевицы и сушёных овощей, приправленные чили и сыром — любимое блюдо в холодное время года. Zow shungo — это блюдо из риса, смешанного с овощами. Хемадаци — очень острое блюдо с сыром и чили, сродни чили кон кесо, можно назвать национальным блюдом за его распространённость в Бутане.
Другие блюда — это джаша-мару (рублёная курятина с овощами), кева-фагша (перченая говядина с картофелем), пхакша-па (свинина с перцем чили), кева-даци (картофель с сыром), жареный рис, момо (пельмени с начинкой), тхукпа (тибетский суп с лапшой). Распространены молочные продукты, в частности, масло и сыр из молока яков, а также сливочное масло и сыр из молока коров. Практически всё производимое молоко перерабатывается на сыр и масло.
Популярные напитки: суйя (подсоленный чай с маслом), часуйма, чай, иногда варят рисовое вино, пиво и самогон ара. Из специй используется кардамон, имбирь, чили, чеснок, куркума и тмин.